# North Judson
North Judson est une commune du comté de Starke, situé dans l'Indiana, aux États-Unis. Sa population était de 1 772 habitants au dernier recensement.
1. ↑  Fact Finder, (consulté le 1er mai 2015).